# Hespagarista caudata
Espèce
Synonymes
- Agarista caudata Dewitz, 1879

Hespagarista caudata est une espèce de lépidoptères de la famille des Noctuidae.